# West Islip
West Islip és una concentració de població designada pel cens dels Estats Units a l'estat de Nova York. Segons el cens del 2000 tenia 28.907 habitants.

## Demografia
Segons el cens del 2000, West Islip tenia 28.907 habitants, 8.883 habitatges, i 7.594 famílies. La densitat de població era de 1.800,2 habitants per km².
Dels 8.883 habitatges en un 43,3% hi vivien nens de menys de 18 anys, en un 72,4% hi vivien parelles casades, en un 9,7% dones solteres, i en un 14,5% no eren unitats familiars. En l'11,4% dels habitatges hi vivien persones soles el 5,5% de les quals corresponia a persones de 65 anys o més que vivien soles. El nombre mitjà de persones vivint en cada habitatge era de 3,21 i el nombre mitjà de persones que vivien en cada família era de 3,47.
Per edats la població es repartia de la següent manera: un 28,5% tenia menys de 18 anys, un 5,8% entre 18 i 24, un 31,7% entre 25 i 44, un 21,9% de 45 a 60 i un 12,2% 65 anys o més.
L'edat mediana era de 37 anys. Per cada 100 dones de 18 o més anys hi havia 92,3 homes.
La renda mediana per habitatge era de 75.914 $ i la renda mediana per família de 79.546 $. Els homes tenien una renda mediana de 55.371 $ mentre que les dones 35.309 $. La renda per capita de la població era de 27.704 $. Entorn de l'1,8% de les famílies i el 2,3% de la població estaven per davall del llindar de pobresa.